# ROC Yamaha
La ROC Yamaha es una motocicleta de competición utilizada en carreras del Campeonato del Mundo de Motociclismo desde 1992 hasta 1985 en la cilindrada de 500cc equipado con un chasis de producción propia y con un motor suministrado por Yamaha.

## Historia
Al finalizar la 1991, vista también la disminución de los pilotos participantes en la categoría reina y la decadencia de los modelos destinados a escuderías privadas por parte de Honda y Suzuki, Yamaha decide producir una seria de propulsores, derivados de los de la YZR 500 que hizo ganador a Wayne Rainey, y haciéndolos disponibles para ensamblar en marcos por fabricantes externos.

Para esta operación se eligieron dos constructores de marcos europeos, el inglés  Harris y el francés ROC dirigido por Serge Rosset y con sede en Annemasse. Este último ya era conocido en el mundo de las carreras por haber manejado previamente Hondas privadas como el utilizado por Dominique Sarron en el1989 o el Pierfrancesco Chili en 1990 y su relación con la compañía petrolera estatal francesa ELF.
A lo largo de los años, se construyeron alrededor de treinta modelos, pilotados por varios equipos y por muchos pilotos diferentes. Curiosamente el chasis diseñado por el fabricante francés demostró en ciertos momentos ser más eficiente que el propio chasis oficial, tanto que el piloto oficial Wayne Rainey pilotó algunas carreras del 1993 una motocicleta equipado con un chasis ROC y con motor oficial  Yamaha.

Justo ese año, el OaC Yamaha también logró obtener algún podio, gracias a Niall Mackenzie que llegó en tercer lugar en el Gran Premio de Gran Bretaña de 1993
 y al fin de la temporada, la ROC Yamaha acabó quinta en la clasificación de escuderías con 104 puntos. Esta fue la mejor temporada de las que disputó la escudería.
La misma moto se utilizó durante la temporada 2003 en la categoría de MotoGP, bajo la insignia del equipo Harris WCM y con Chris Burns a los mandos, tras la descalificación de la nueva motocicleta con la que el equipo había comenzado la temporada y esperando los cambios necesarios para que fuera compatible
 el piloto, encontrándose en la carrera contra vehículos equipados con motores de cuatro tiempos de 1000cc en comparación con aquellos  dos tiempos del tipo que equipa el ROC, no logró resultados significativos.